# Hadronyche walkeri
Espèce
Hadronyche walkeri est une espèce d'araignées mygalomorphes de la famille des Atracidae.

## Distribution
Cette espèce est endémique de Nouvelle-Galles du Sud en Australie. Elle se rencontre dans la Cordillère australienne dans les environs d'Armidale et de Dorrigo.

## Description
La carapace du mâle holotype mesure 8,69 mm de long sur 8,43 mm et l'abdomen 8,84 mm de long sur 6,80 mm et la carapace de la femelle paratype mesure 12,34 mm de long sur 10,13 mm et l'abdomen 15,30 mm de long sur 11,70 mm.

## Étymologie
Cette espèce est nommée en l'honneur de Pat Walker.

## Publication originale
- Gray, 2010 : A revision of the Australian funnel-web spiders (Hexathelidae: Atracinae). Records of the Australian Museum, vol. 62, p. 285-392 (texte intégral).